# Ѩ
Ѩ (jotovaný malý jus, minuskule ѩ) je již běžně nepoužívané písmeno cyrilice. Používá se pouze v liturgických textech. Písmeno zachycovalo slovanskou nosovku. V polštině mu výslovností odpovídá slabika ję.
Písmeno je jotovanou variantou písmena Ѧ (malý jus).
V hlaholici mu odpovídá písmeno Ⱗ.